# Versigonalia ruficauda
Versigonalia ruficauda är en insektsart som beskrevs av Walker 1851. Versigonalia ruficauda ingår i släktet Versigonalia och familjen dvärgstritar. Inga underarter finns listade i Catalogue of Life.